# 珠海公交23路线
珠海公交23路线，是中华人民共和国广东省珠海市内一条公共汽车路线，往来上冲总站及大桥口岸枢纽。

## 线路简介
- 珠海公交23路线由珠海公交巴士有限公司（原珠海市公共汽车公司）前山分公司营运，为链接港珠澳大桥的重要公交线路之一。
- 该线路走向为上冲—新香洲—吉大—港珠澳大桥，全线拥有23台车，车型为广通GTQ6111BEVBT1、广客GTZ6119BEVB2。
- 服务时间：上冲总站首班车06:10 末班车22:10，大桥口岸枢纽 首班车06:15 末班车 00:00。
- 班次间隔：平均间隔7.5分钟。
- 每日发班：262班。

## 历史
- 2003年2月，吉柠路建成通车，特开通本线路。本线路从起点站“嘉园”出发，经翠微、上冲、富康花园、体育中心南、金桦花园、保健院、香宁花园、四中、通信大厦、信海大厦、珠海电台、九洲港、九洲花园，最后到达终点站“全球通大厦”。全程长20.7公里，班次间隔12.4分钟，全程运行时间62分钟，每日75班次，实行无人售票，普通车票价1元，空调车票价2元。[2][3]时值用车紧缺，本线路用车为临时从珠海公汽前山分公司调入扬子YZL6730C型非空调巴士。
- 2004年，本线路普通车派车改用常州长江CJ6922型巴士，空调车派车改用珠江GZ6921S型巴士。
- 2005年，珠海公汽上调票价，该线路普通车票价调整为1.5元/人，空调车票价调整为2.5元/人，同时启动普通卡、学生卡乘车优惠。同年因情侣南路北段进行填海工程，本线路终点站由“全球通大厦”改为“情侣南路中”。工程竣工后，总站仍未回迁。
- 2006年1月，珠海公汽欲引入10米新型城市客车，特于本线路安排试验两款不同型号的空调巴士——厦门金龙XMQ6105G1型（车牌号10557）与广州骏威GZ6102S6型（车牌号10486）。并于同年9月决定购入厦门金龙XMQ6105G1型巴士置换全线车辆。
- 2011年6月28日，珠海公交对旗下所有巴士线路票价进行调整，该线路空调车票价调整为人民币2元，普通车票价维持不变。同年该线路往“情侣南路中”方向，经“情侣南路北”后，改行情侣南路北延段，增停“全球通大厦”站。
- 2012年9月，该线路全线更换20台郑州宇通ZK6100HNGA9型自动挡空调巴士。
- 2013年5月9日，受金凤路翠屏段道路改造施工影响，站点周边非法营运车辆聚集，为保障公交线路的正常运营，本线路首末站由“嘉园”总站调整至“嘉园东”（南侧站）；同时，局部调整行驶路线。
- 2014年2月5日，受珠海有轨电车1号线工程施工及梅华路实行部分路段全封闭的交通管制影响，本线路往“情侣南路中”方向经“富康花园”站后，改经健民路—香华路—红山路—银桦路行驶，接回“金桦花园”站，取消“体育中心西”、“梅华中”及“行政服务中心”站，增停“红山北”、“体育中心南”（临时站）；往“嘉园东”方向经“金桦花园”站后，改经红山路—香华路—健民路行驶，接回“富康花园”站，取消“行政服务中心”、“中级人民法院”、“梅华中”及“巴士公司”站，增停“体育中心南”外站（香华路）及“红山北”站。[4]
- 2014年10月，梅华路改造完畢，本線路恢復原線行駛。
- 2016年9月15日，本线路首末站由“情侣南路中”临时调整至“情侣南路北”，经“全球通大厦”后，行驶情侣南路至临时终点站“情侣南路北”（东侧港湾站）；取消停靠“情侣南路中”（原首末站）。往嘉园方向由“情侣南路北”始发后按原线运行。“全球通大厦”北侧站的乘客可免费乘坐本线路至“情侣南路北”换乘前车，如继续乘坐原车则需投币或刷卡。
- 2017年6月11日，受情侣南路的海愉半岛路段道路通行条件影响，本线路往情侣南路北方向经“情侣南路北”西侧站后，往前行驶约400米左转行驶宏海湾北侧小区道路、情侣湾一号东侧小区道路、情侣南路，接回“全球通大厦”后按原线行驶；临时取消“海愉半岛（公交招呼站）”、“九洲驿站（公交招呼站）”。
- 2017年6月25日，受情侣南路的海愉半岛路段道路通行条件影响，临时取消“海愉半岛（公交招呼站）”、“九洲驿站（公交招呼站）”、“全球通大厦”。
- 2017年10月24日，往嘉园东方向：经“上冲”后，改行明珠路、翠珠一街、翠珠路至“嘉园东”临时首末站。临时取消“明珠北”、“翠微”、“嘉园东”原港湾首末站；临时增停“明珠北”临时站（翠珠一街交翠珠四街路口处增设）、“嘉园东”临时首末站（翠珠路交翠微西路口处增设）。
- 2018年4月30日，因情侣南路延长段恢复通行条件，本线路恢复经原线运行。
- 2018年10月22日，本线路由“嘉园”延伸至“上冲总站”，原“嘉园”首末站调整为双向途经站。
- 2018年10月24日，本线路首末站由“情侣南路北”延伸至“大桥口岸枢纽”。往大桥口岸枢纽方向：经“情侣南路北”西侧站后，行驶情侣南路（延长线）、人工岛便桥、岛内道路，至“大桥口岸枢纽”。取消“海愉半岛”、“九洲驿站”、“宏海湾花园”、“情侣南路北”（东侧首末站）；增停“宏海湾花园”、“全球通大厦”站；往上冲总站方向：由“大桥口岸枢纽”始发后，行驶岛内道路、人工岛便桥、情侣南路（延长线），接回“情侣南路北”东侧站（原首末站）后按原线运行；沿线增停“九洲驿站”、“海愉半岛”站。

## 票价
- 该线路为无人售票一票制线路，应收车资为空调车1元/人，实收车资由根据缴付车资之方式决定。